# Urosigalphus alius
Urosigalphus alius är en stekelart som beskrevs av Gibson 1982. Urosigalphus alius ingår i släktet Urosigalphus och familjen bracksteklar. Inga underarter finns listade i Catalogue of Life.